# Pivín
Pivín je obec v okrese Prostějov v jižní části Olomouckého kraje, 11 km jihovýchodně od Prostějova. Žije zde 756 obyvatel.

## Název
Název vesnice byl odvozen od osobního jména Piva, což byla domácká zkratka jmen Pivek nebo Pivoň (odvozených od obecného pivo). Význam místního jména byl "Pivův majetek". Ze 17. století je doložen přívlastek Černý, jehož původ je neznámý (zřejmě podle jména některé významné budovy).

## Zeměpis
Pivín leží v Prostějovské pahorkatině, která je součástí Hornomoravského úvalu. Nachází se v kotlině, otevřené na severovýchod a jihovýchod. Na severu sousedí s obcí Čelčice, na severovýchodě s Klenovicemi na Hané, na jihozápadě s Dobromilicemi, severozápadně s lázeňskou obcí Skalka, jihovýchodně s Tvorovicemi a jižně s Němčicemi nad Hanou.

## Historie
Nejstarší zmínka o vsi pochází z roku 1321, kdy český král Jan Lucemburský zastavil Tovačov a Pivín (Pywin) s přilehlými osadami Jindřichu z Lipé. V blíže neurčené době v 16. a 17. století byl Pivín, zvaný též Černý Pivín, městečkem, později opět upadl na ves. Farní kostel sv. Jiří se připomíná k roku 1358, nynější stavba je z let 1712 až 1718.

## Obyvatelstvo

### Struktura
Vývoj počtu obyvatel za celou obec i za jeho jednotlivé části uvádí tabulka níže, ve které se zobrazuje i příslušnost jednotlivých částí k obci či následné odtržení.
| Místní části   | Místní části | 1869 | 1880 | 1890 | 1900 | 1910 | 1921 | 1930 | 1950 | 1961 | 1970 | 1980 | 1991 | 2001 | 2011 |
| -------------- | ------------ | ---- | ---- | ---- | ---- | ---- | ---- | ---- | ---- | ---- | ---- | ---- | ---- | ---- | ---- |
| Počet obyvatel | část Pivín   | 638  | 675  | 700  | 736  | 746  | 823  | 915  | 807  | 821  | 742  | 726  | 674  | 680  | 703  |
| Počet domů     | část Pivín   | 136  | 152  | 159  | 162  | 164  | 172  | 196  | 212  | 209  | 210  | 205  | 219  | 220  | 229  |

## Osobnosti
- Ignát Vrba (1835–1890), římskokatolický duchovní, zemský poslanec.
- František Horák (1870–1935), římskokatolický kněz, vysvěcen 26. 2. 1893 v Olomouci, v letech 1910–1913 zemský poslanec, v letech 1911–1934 farář v Budišově nad Budišovkou. Od r. 1934 farář v Žešově.[7]
- Václav Švéda (1921–1955), člen skupiny bratří Mašínů.
- Bohumil Zavadil (* 1940), jazykovědec, romanista, profesor Filozofické fakulty Univerzity Karlovy.

## Galerie

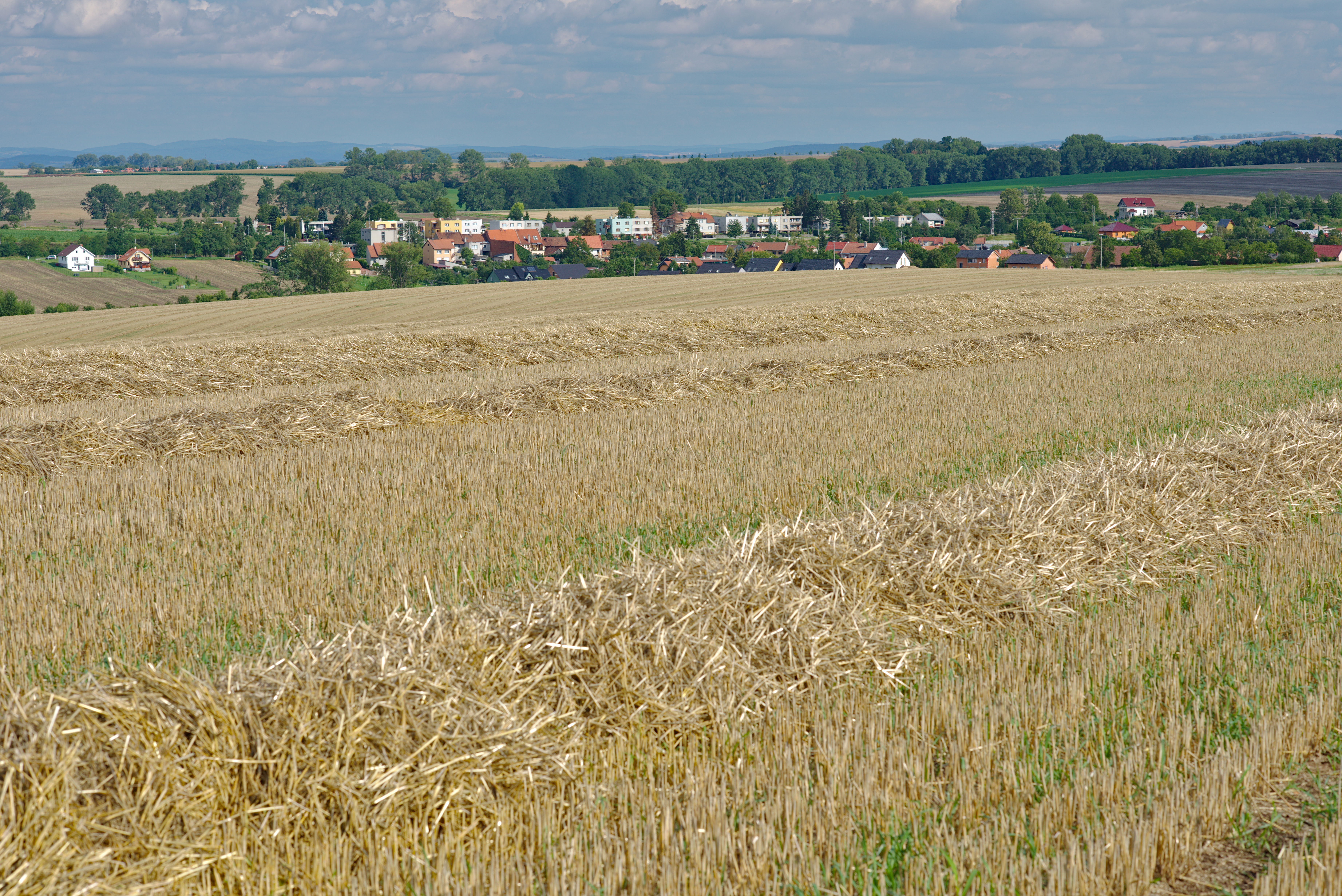
Celkový pohled
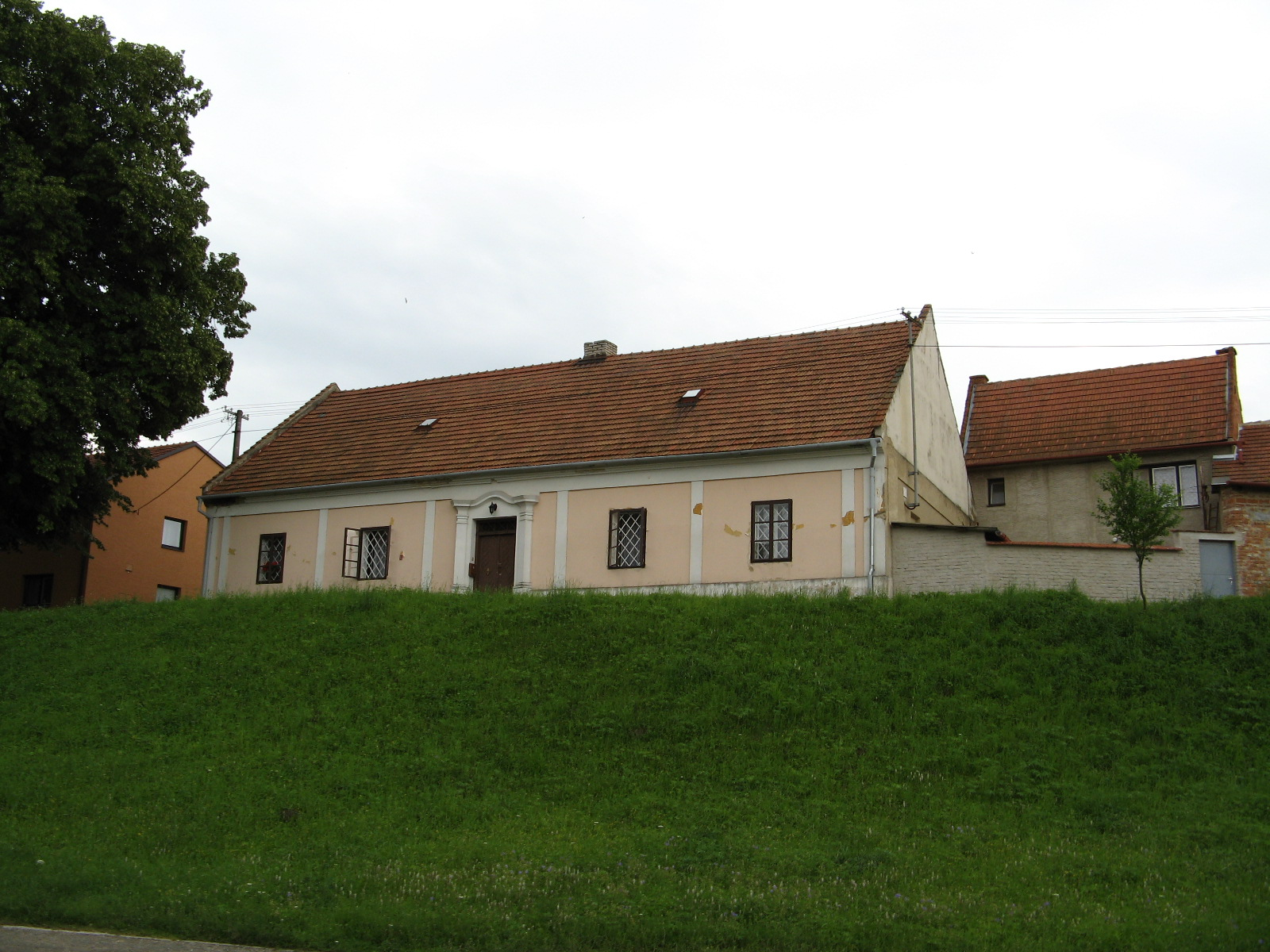
Fara